# Лопасъёхан
Лопасъёхан (устар. Лабас-Юган) — река в России, протекает по Ямало-Ненецкому АО. Устье реки находится в 15 км по правому берегу реки Вон-Лонгъёхан. Длина реки составляет 37 км. В 24 км от устья по правому берегу впадает река Нохыръёхан.

## Данные водного реестра
По данным государственного водного реестра России относится к Нижнеобскому бассейновому округу, водохозяйственный участок реки — Надым. Речной бассейн реки — Надым.
Код объекта в государственном водном реестре — 15030000112115300050453.